# Companhia de Moscóvia

Ivan IV Mostra o Seu Tesouro a Jerome Horsey. (obra de Alexander Litovchenko, 1875)

A Companhia de Moscóvia (também chamada Companhia Russa ou Companhia Comercial de Moscóvia, em russo:  Московская компания), foi uma companhia comercial iniciada em 1555, no Principado de Moscovo. Foi a precursora de um tipo de negócios que viria a florescer em Inglaterra e tornou-se associada de exploradores como Henry Hudson e William Baffin. A Companhia de Moscóvia tinha o monopólio do comércio entre a Inglaterra e a Moscóvia até 1698 e sobreviveu até à Revolução Russa de 1917.